# Xiphosura

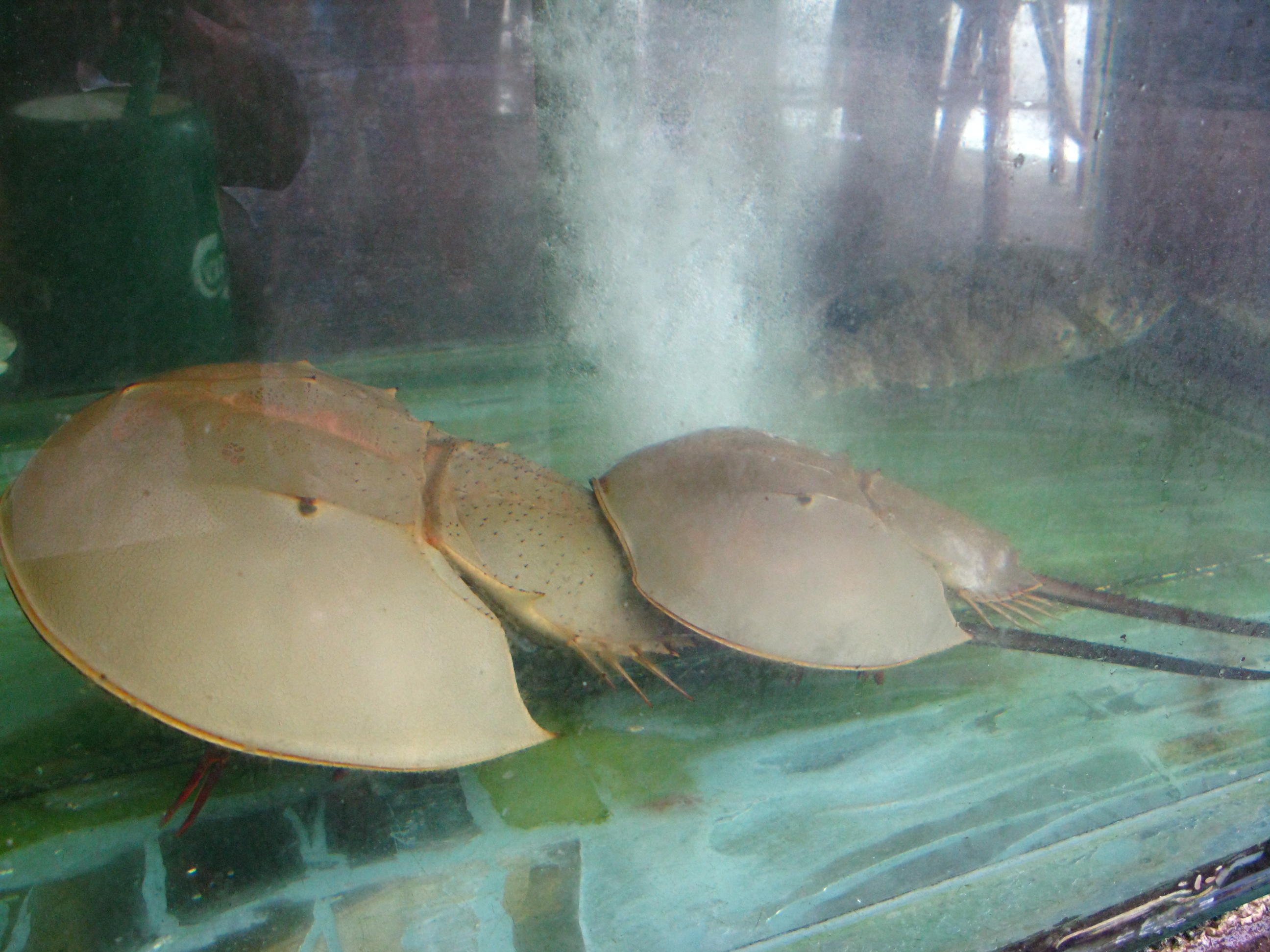
Tachypleus tridentatus.

Los xifosuros (Xiphosura) son un orden de quelicerados marinos vinculados a los arácnidos, cuya ubicación taxonómica inicialmente fue dentro de la clase Merostomata, aunque recientemente se tiende a incluirlos en el clado Prosomapoda. La especie más conocida es Limulus polyphemus o cangrejo herradura, aunque son todos muy semejantes entre sí. Se consideran fósiles vivientes porque han evolucionado muy poco en sus más de 475 millones de años de existencia; aparecieron por primera vez en el registro fósil en el Ordovícico inferior.
Los xifosuros fueron históricamente clasificados en la clase Merostomata, aunque este término también pretendía incluir a los euriptéridos, lo que lo convirtió en lo que ahora se sabe que es un grupo parafilético (aunque este es un agrupamiento que ha sido recuperado en algunos análisis cladísticos recientes).Aunque el nombre Merostomata todavía aparece en libros de texto, sin referencia a los euriptéridos, algunos han sugerido que este uso debería ser desalentado. Originalmente, el taxón Merostomata no incluía a los euriptéridos, aunque fueron añadidos a medida que se adquirió una mejor comprensión de este grupo extinto. Ahora los euriptéridos están clasificados dentro de Sclerophorata, junto con los arácnidos, y por lo tanto, Merostomata es ahora un sinónimo de Xiphosura. Varios estudios recientes de filogenómica sitúan a los Xiphosura dentro de Arachnida, a menudo como el grupo hermano de Ricinulei; entre ellos se encuentran análisis taxonómicamente completos tanto de la morfología como de los genomas, que han recuperado a Merostomata como un clado derivado de los arácnidos. Sin embargo, algunos autores sugieren que aún permanecen incertidumbres respecto a la consideración de Xiphosura dentro de Arachnida.

## Taxonomía

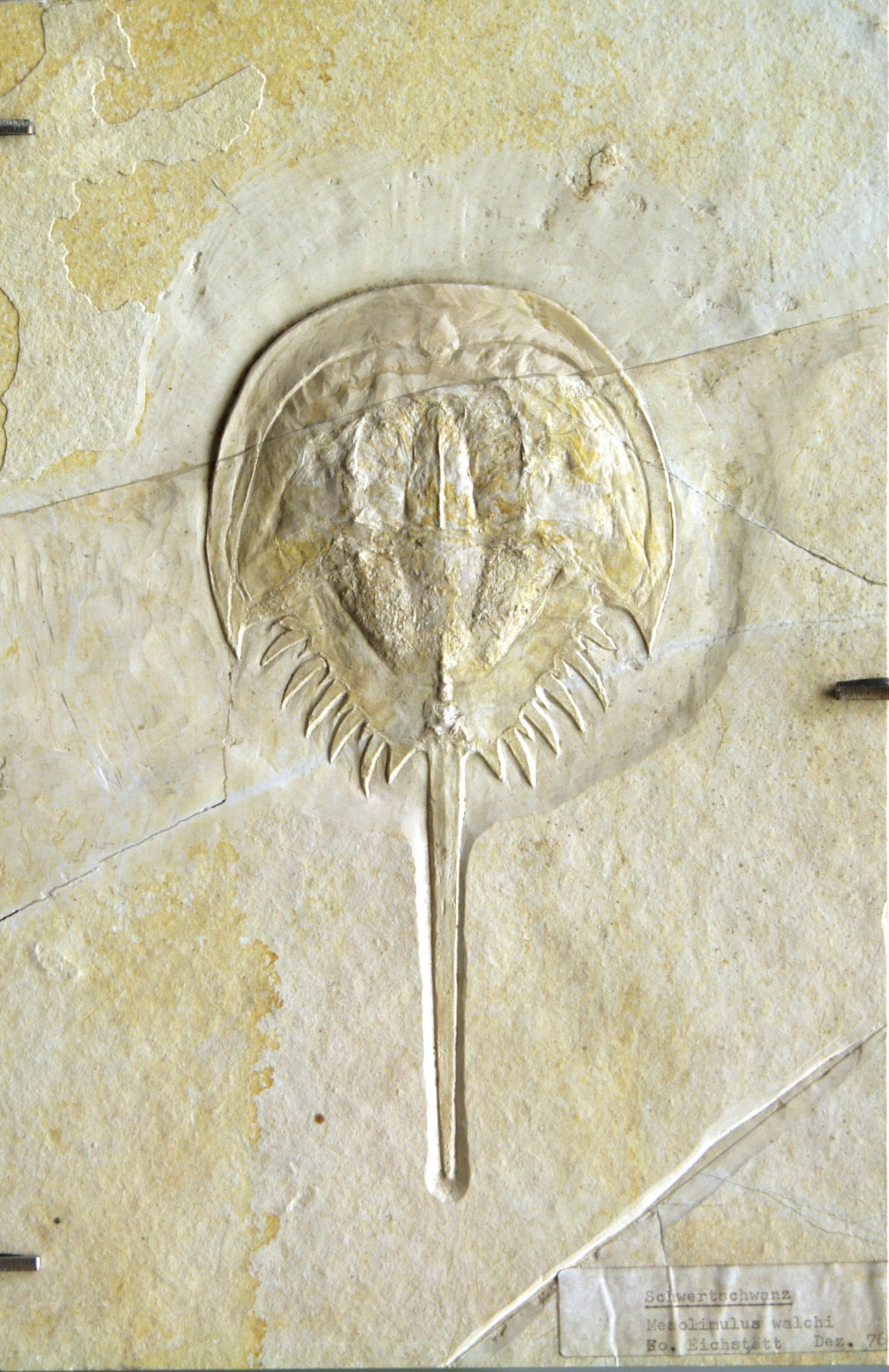
Fósil de Mesolimulus en una caliza de Solnhofen.

El orden comprende un gran número de  familias de las cuales solo sobrevive una, Limulidae, que incluye tres géneros y cuatro especies:
- Familia Lemoneitidae †
- Familia Neolimulidae †
- Familia Weinberginidae †
- Familia Bunodidae †
- Familia Pseudoniscidae †
- Familia Elleriidae †
- Familia Kiaeriidae †
- Familia Bellinuridae †
- Familia Euproopidae †
- Familia Liomesaspidae †
- Familia Rolfeiidae †
- Familia Paleolimulidae †
- Familia Moravuridae †
- Familia Valloisellidae †
- Familia Austrolimulidae †
- Familia Heterolimulidae †
- Familia Limulidae

- Género Carcinoscorpius

Carcinoscorpius rotundicauda - Sudeste Asiático.
- Género Limulus

Limulus polyphemus - Golfo de México y costa atlántica de Norteamérica.
- Género Tachypleus

Tachypleus tridentatus - Sudeste  y este de Asia.
Tachypleus gigas  - Sudeste y este de Asia.

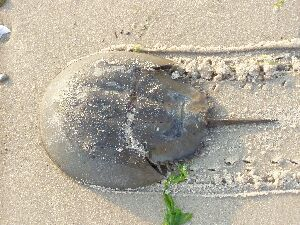
Vista superior.
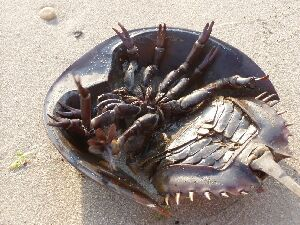
Vista inferior.
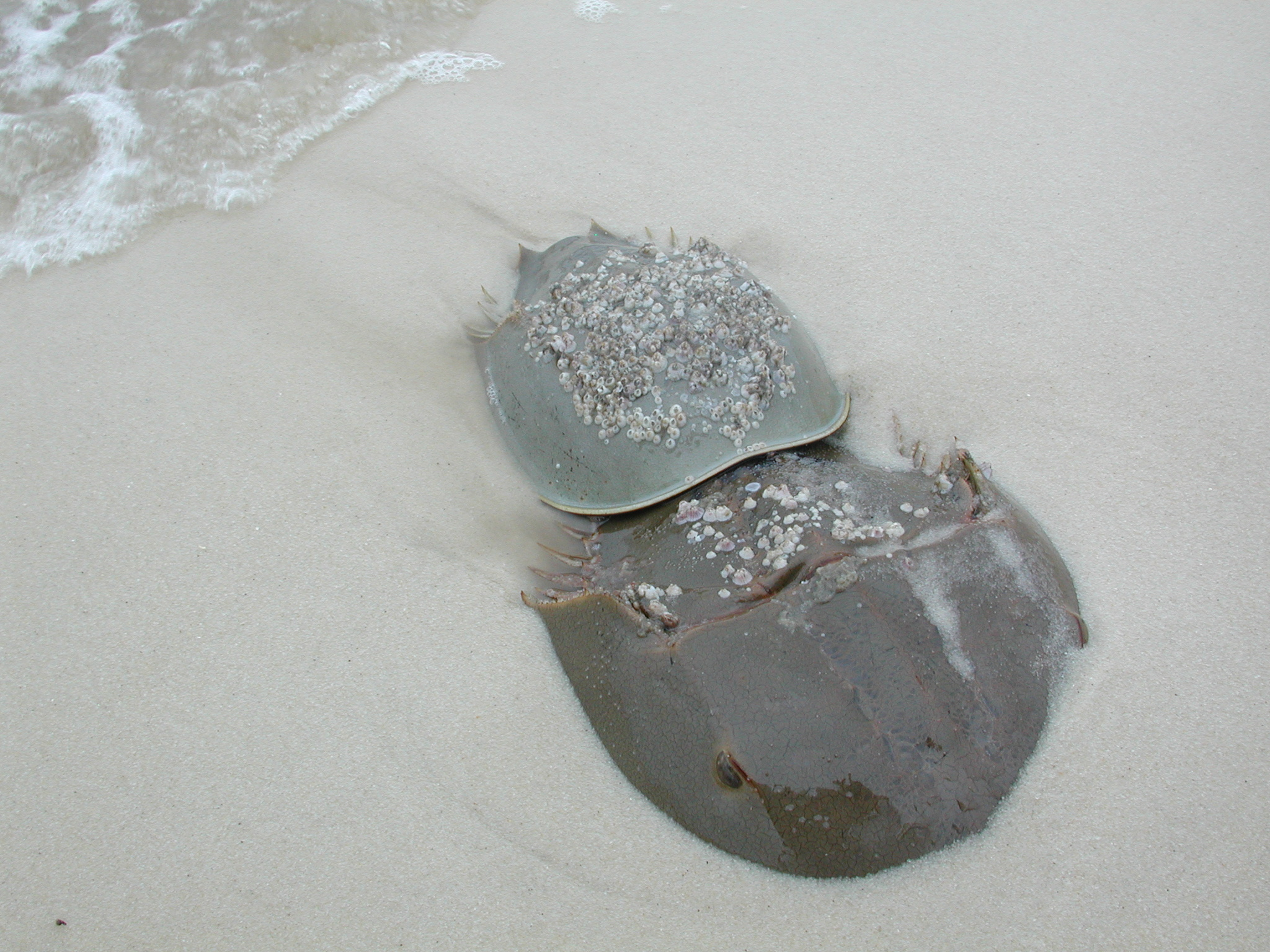
Macho enganchado a la hembra para el desove.
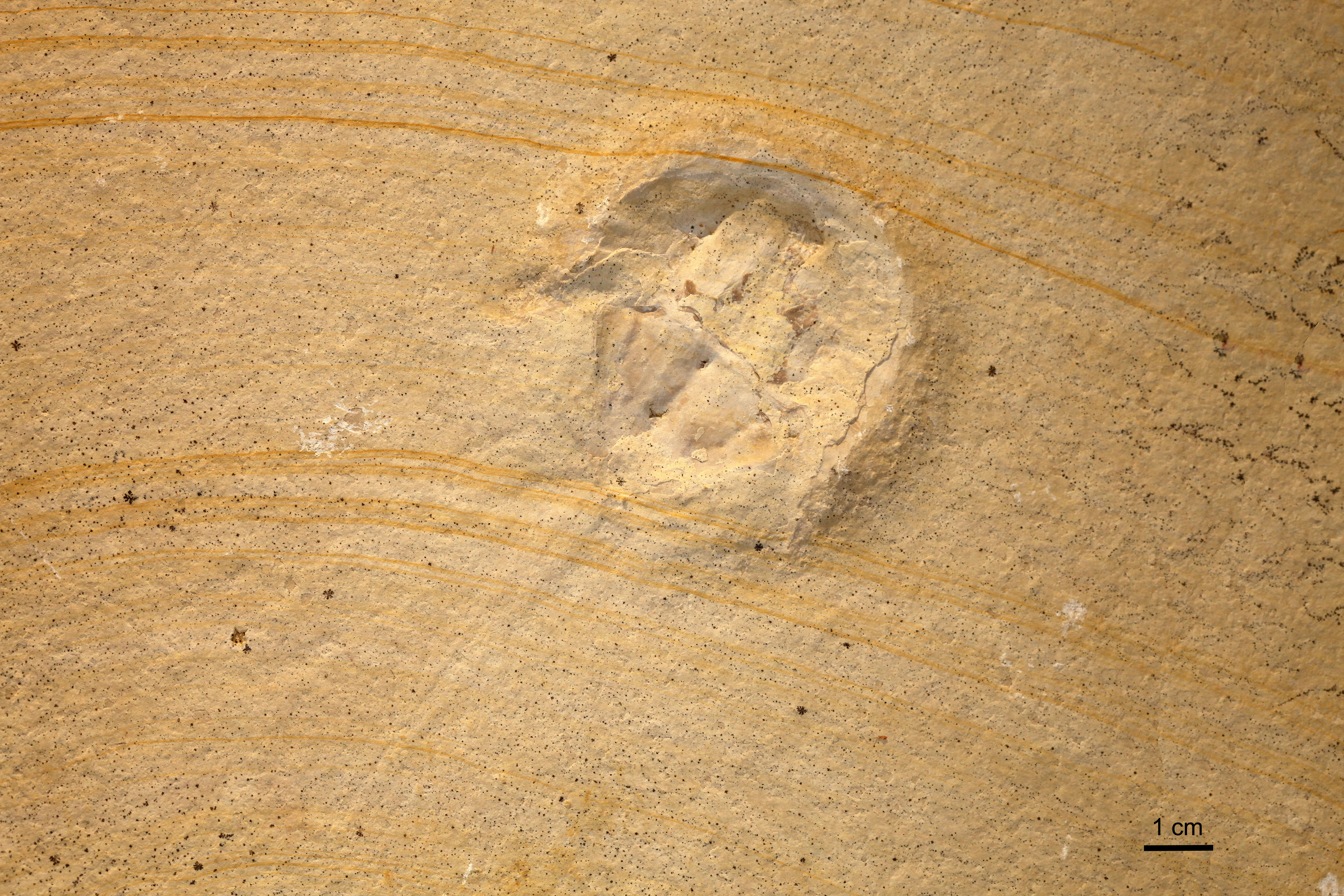
Fósil de cangrejo herradura.